# اشترالزونت
اشترالزوند شهری در شمال ایالت مکلنبورگ-فورپومرن آلمان است. این شهر از طریق پل به جزیره روکن نیز راه دارد.

## نگارخانه

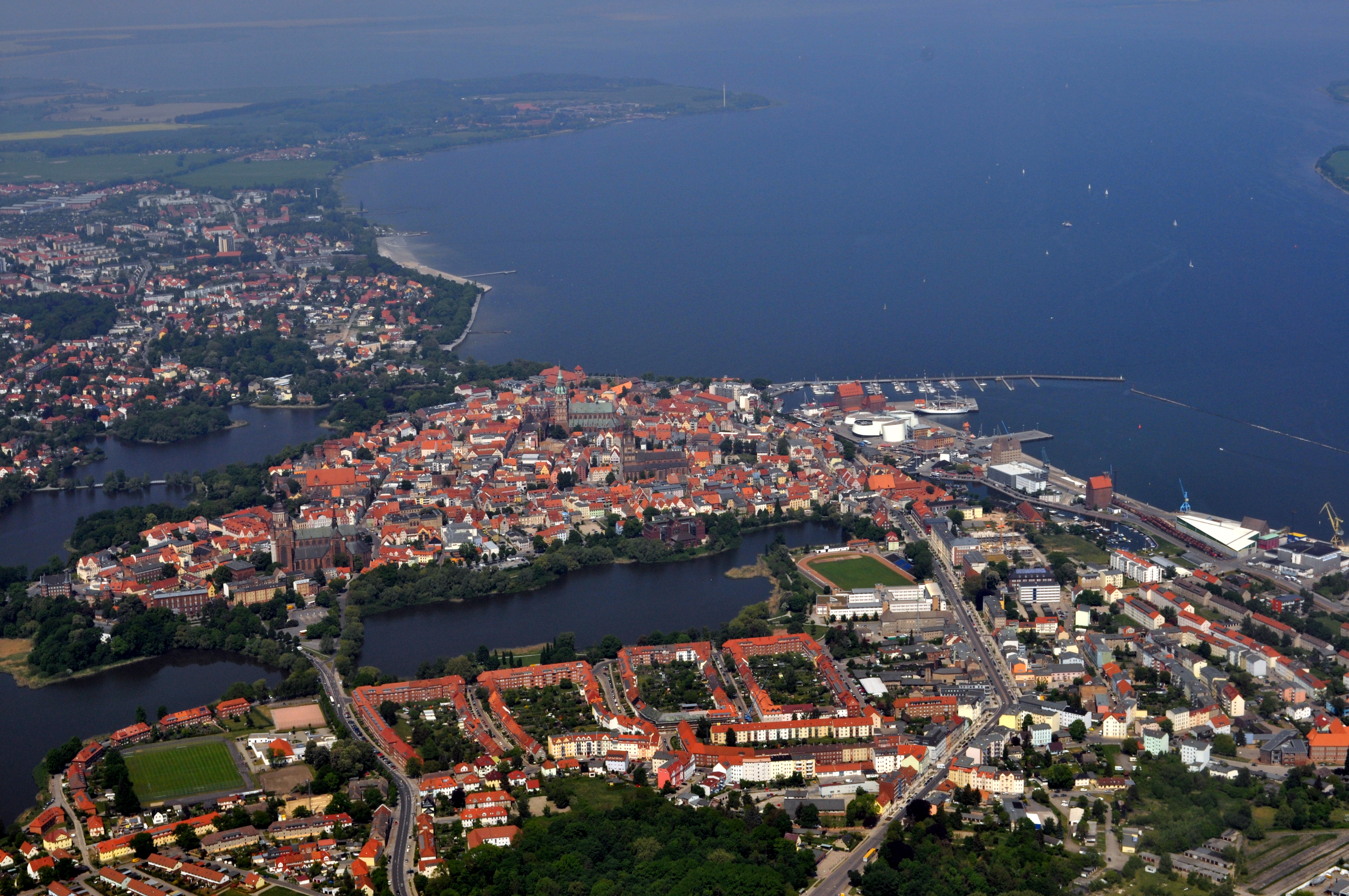
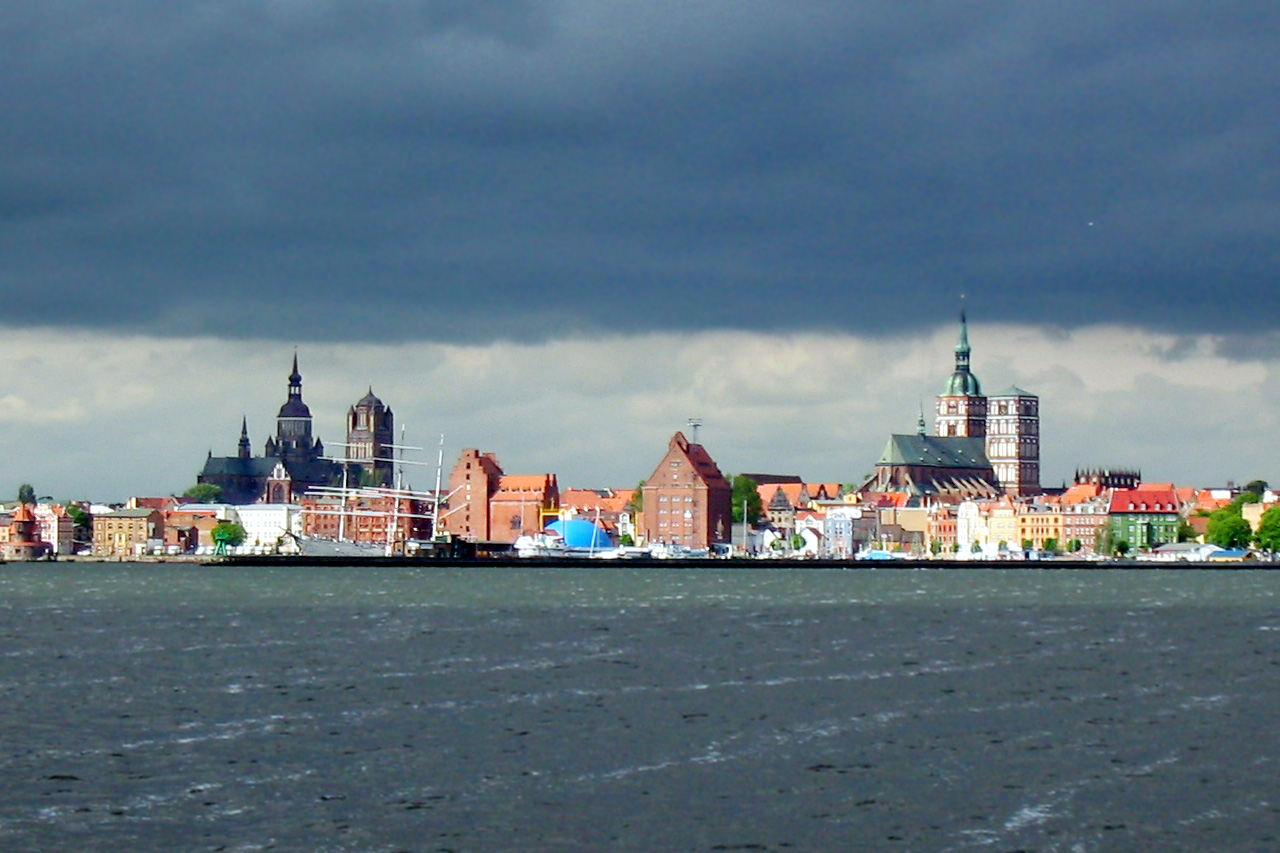
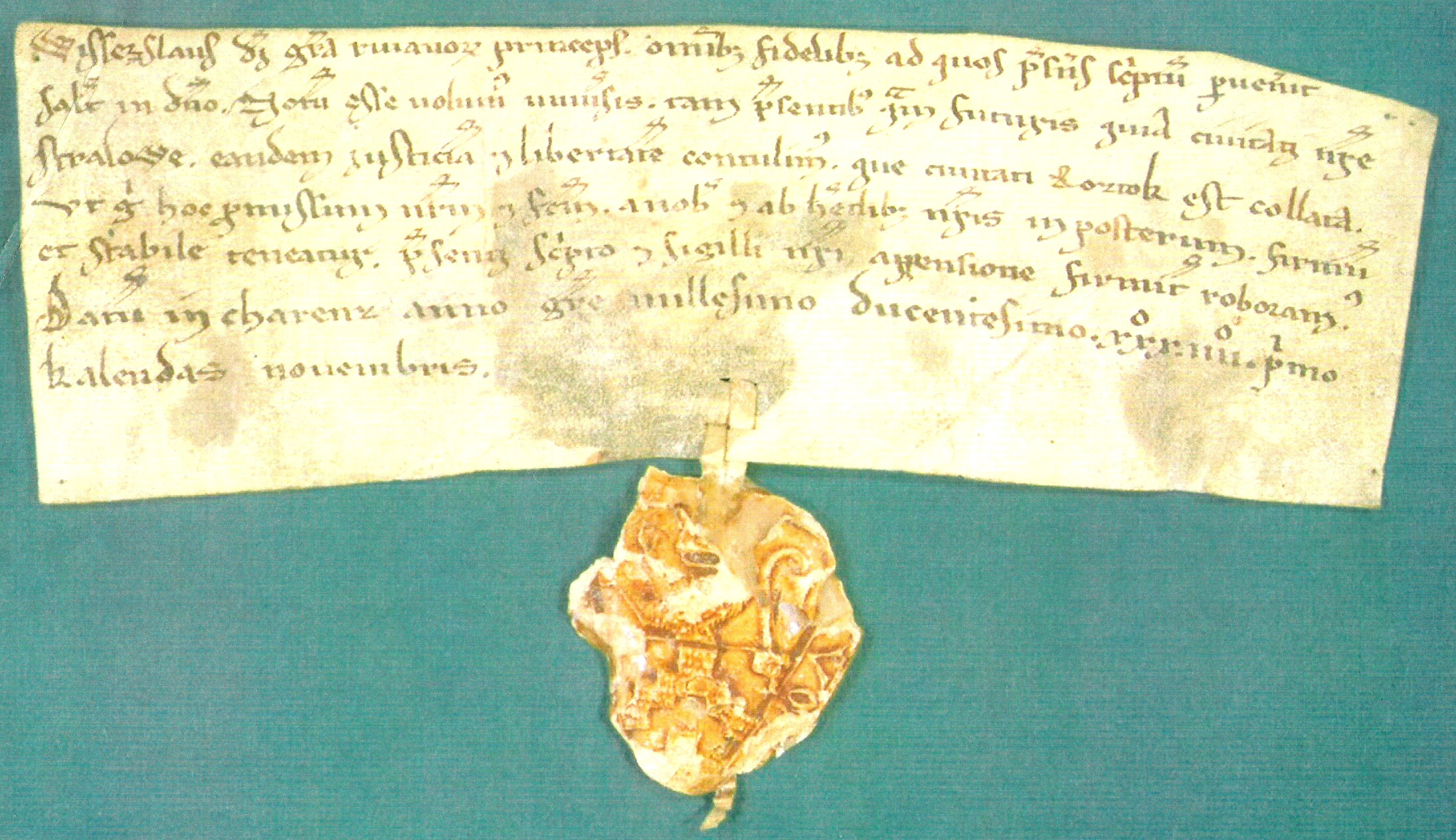
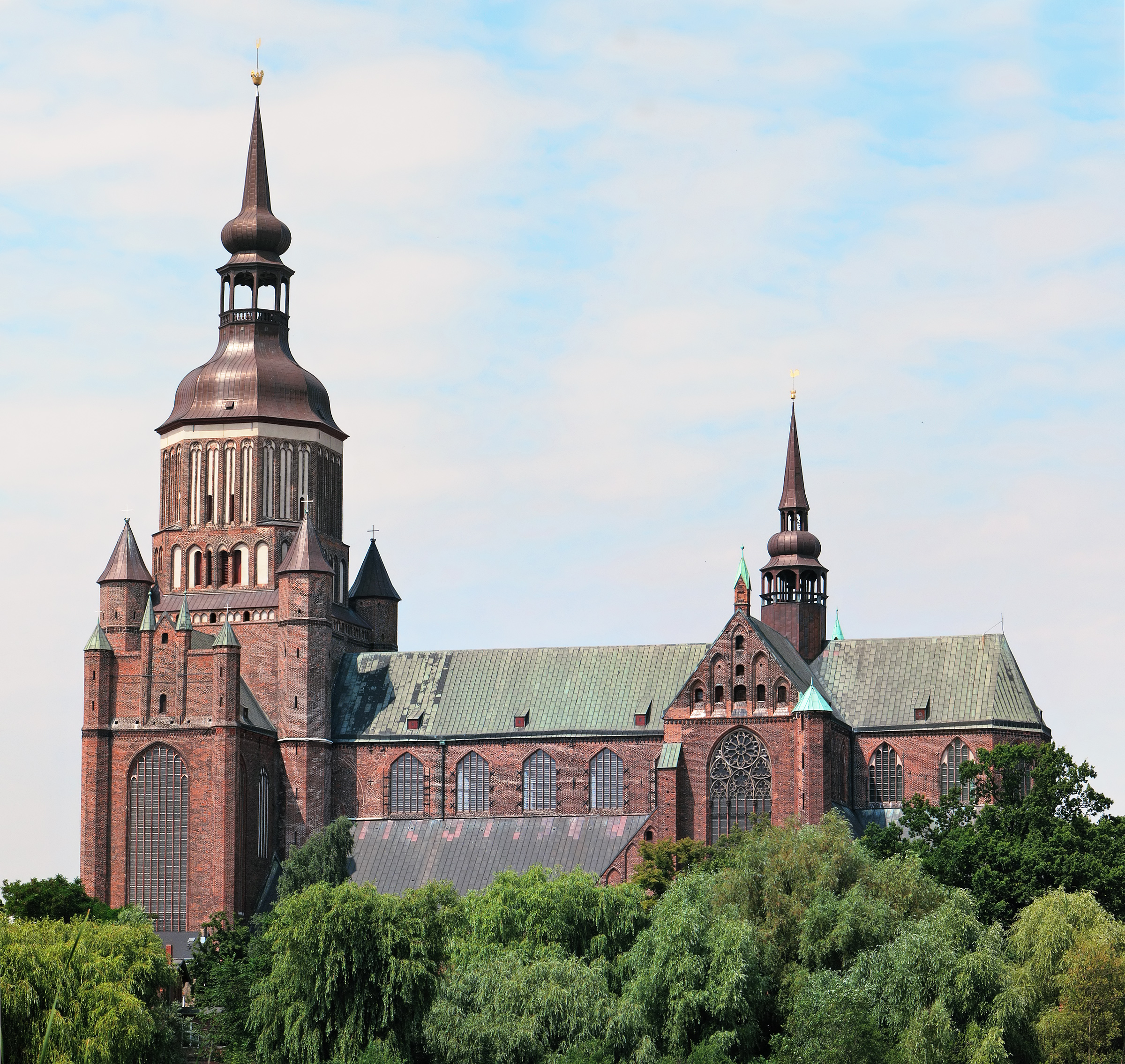
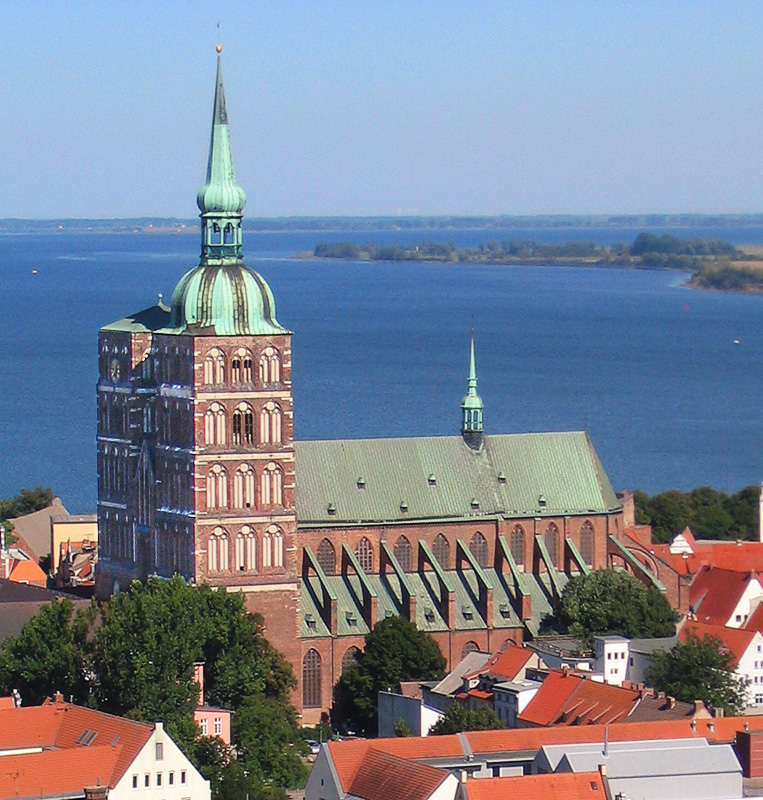
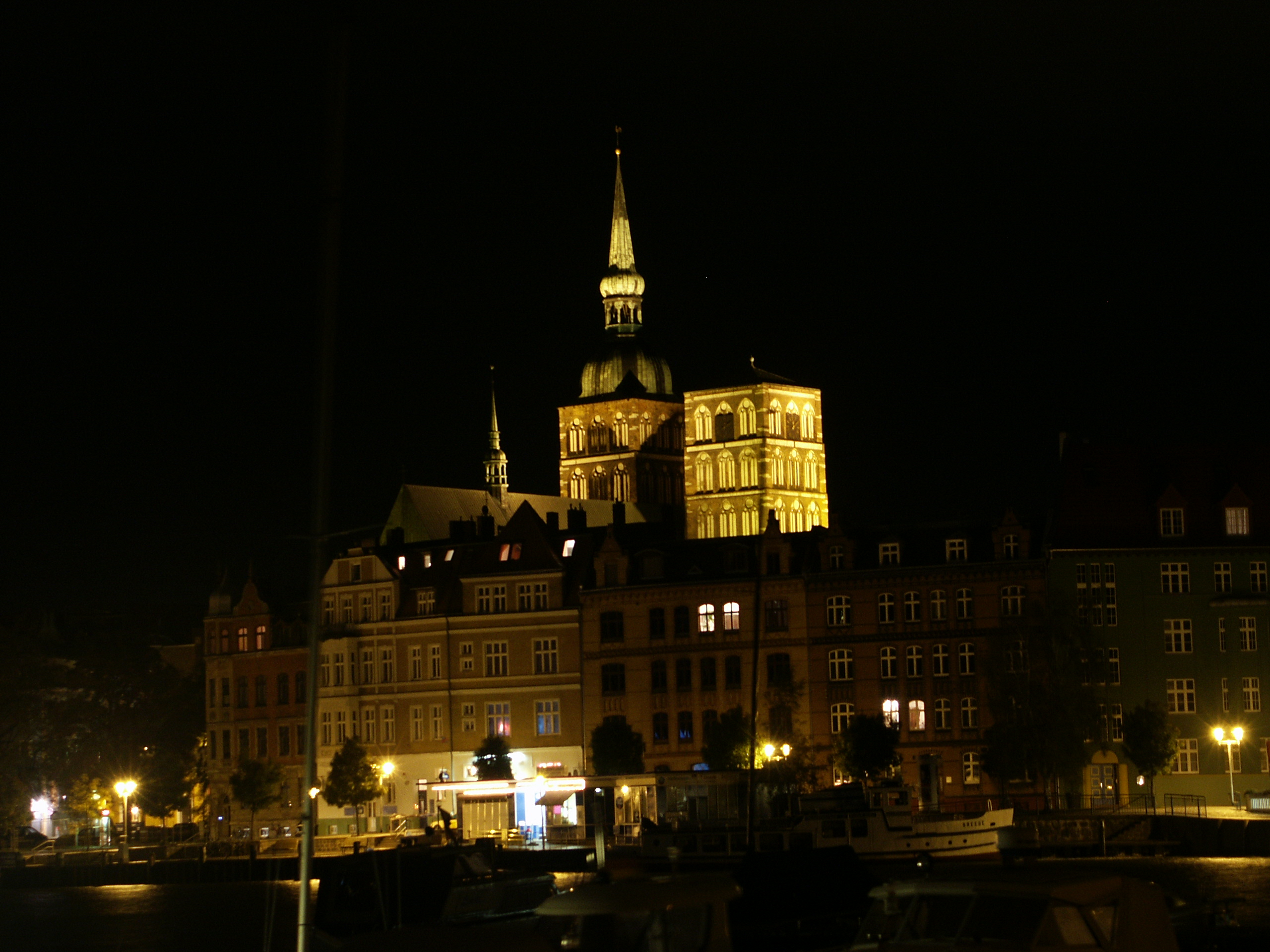